# ホーム・プレイト (アルバム)
| 専門評論家によるレビュー           | 専門評論家によるレビュー |
| レビュー・スコア                   | レビュー・スコア         |
| 出典                               | 評価                     |
| ---------------------------------- | ------------------------ |
| オールミュージック                 | [ 1 ]                    |
| Christgau's Record Guide           | A                        |
| エンターテインメント・ウィークリー | A                        |
| ローリング・ストーン               | (average)                |

『ホーム・プレイト』（原題：Home Plate）は1975年にリリースされたボニー・レイットによる5枚目のアルバム。

## トラックリスト
1. 「あの子に何をして欲しいの - What Do You Want the Boy to Do?」 （アラン・トゥーサン）– 3:19
2. 「グッド・イナフ - Good Enough」（ジョン・ホール 、ジョアンナ・ホール）– 2:56
3. 「ラン・ライク・ア・シーフ - Run Like a Thief」（J.D. サウザー）– 3:02
4. 「フール・ユアセルフ - Fool Yourself」（フレッド・タケット）– 3:04
5. 「一人ぼっちの夜 - My First Night Alone Without You」（キン・ヴァシー）– 3:07
6. 「フロント・ドアから飛び出せ - Walk Out the Front Door」（マーク・T・ジョーダン、リップストック）– 3:09
7. 「シュガー・ママ - Sugar Mama」（デルバート・マックリントン、グレン・クラーク）– 3:45
8. 「プリージン・イーチ・アザー - Pleasin' Each Other」（ビル・ペイン 、フラン・テイト）– 3:44
9. 「ブロウィン・アウェイ - I'm Blowin' Away」（エリック・カズ）– 3:25
10. 「あなたの輝く瞳 - Your Sweet and Shiny Eyes」（ナン・オビルン）– 2:47

## パーソネル
- ボニー・レイット – ギター 、 エレキギター 、 ボーカル（すべて） 、 スライドギター 、エレクトリックスライドギター（9）
- ハリー・ブルーストーン – コンサートマスター
- ジョージ・ボハノン – トロンボーン 、 バリトンサックス 、 ベーストランペット
- ジャクソン・ブラウン – ボーカル、バックグラウンド・ボーカル
- ローズマリー・バトラー – ボーカル、バックグラウンドボーカル
- ヴェネッタ・フィールズ – ボーカル、バックグラウンドボーカル
- フリーボ – ベース 、ギター、 チューバ 、ボーカル、 ギタロン 、フレットレスベース
- ジム・ゴードン – バリトンサックス
- デビー・グリーン – ボーカル、バックグラウンド・ボーカル
- ジョン・ホール – ギター、エレキギター
- エミルー・ハリス – ボーカル、バックグラウンドボーカル
- ジョン・ヘラルド – ボーカル、バックグラウンドボーカル
- ディック・ハイド – トロンボーン、 トランペット 、ベーストランペット。ホーン（リチャードハイドとして）
- ジェリー・ジュモンビル – テナーサックス
- ジェフ・ラブス – キーボード
- Maxayn Lewis – ボーカル、バックグラウンドボーカル
- Gary Mallaber – ドラム
- ウィル・マクファーレン –ギター、エレキギター
- ロビー・モンゴメリー – ボーカル、バックグラウンドボーカル
- ビル・ペイン – アコーディオン 、キーボード、ボーカル
- ジェフ・ポルカロ – パーカッション
- Greg Prestopino – ボーカル、バックグラウンドボーカル
- テリー・リード – ボーカル、バックグラウンドボーカル
- ジョン・セバスチャン – オートハープ 、ハープ
- ウィリアム・D・”スミティー”・スミス – ピアノ 、キーボード
- J.D.サウザー – ボーカル、バックグラウンドボーカル
- フレッド・タケット – シンセサイザー 、 アコースティックギター 、ギター、 マンドリン 、キーボード、 12弦ギター 、 フェンダーロードス
- Willow VanDer Hoek – ボーカル、バックグラウンドボーカル
- トム・ウェイツ – ボーカル、「あなたの輝く瞳」のバックグラウンドボーカル
- デニス・ウィットド – ドラムス
- ジェイ・ワインディング – ピアノ、キーボード、 クラビネット

## プロダクション
- プロデューサー： ポール・A・ロスチャイルド
- エンジニア： フリッツ・リッチモンド
- リマスタースーパーバイザー：エド・チャーニー
- リマスター：Gregg Geller
- プロジェクトコーディネーター：Jo Motta
- ホーンア・レンジメント：ニック・デカロ、ジェリー・ジュモンビル、ビル・ペイン、フレッド・タケット
- 弦楽編曲：ニック・デカロ
- アート・ディレクション：Lockart
- 写真：マイケル・ドーボ、 ノーマン・シーフ
- カバー写真：ノーマン・シーフ

## チャート
アルバム - ビルボード （北米） 
| 年   | チャート       | ポジション |
| ---- | -------------- | ---------- |
| 1975 | ポップアルバム | 43         |